# Sake
Sake (jap. 酒 酒), (Izgovorⓘ) koji se takođe naziva japansko pirinčano vino, alkoholno je piće, proizvedeno od pirinča. Istorijski podaci datiraju od III veka kada je u knjigama zabeležen način i običaji koji se vezuju za uživanje Sake-a. To je kasni period ere Jomona kada je način uzgajanja pirinča donet u Japan. Veruje se da je proizvodnja započela otprilike u ovo vreme.
Japanski zakon o pićima definiše sake kao „piće koje se proizvodi od pirinča, pirinčanog koji-ja (plesan koja se koristi da skrob u pirinču pretvori u šećere koji se mogu fermentisati) i vode pomoću postupka fermentacije i filtracije“. Ovo je teorijska definicija i odnosi se na tradicionalni tip sake-a koji je karakterističan za Japan. 
Fermentacioni proces proizvodnje sakea se razlikuje od procesa za pivo, gde se prelazak sa skroba na šećer, a zatim iz šećera u alkohol odvija u dva različita koraka. Poput ostalih pirinčanih vina, kada se sake fermentiše, ove konverzije se dešavaju istovremeno. Nadalje, sadržaj alkohola razlikuje se između sakea, vina i piva; dok većina piva sadrži 3–9% ABV, vino obično sadrži 9-16% ABV, a nerazređeni sake sadrži 18-20% ABV (iako se to često snižava na oko 15% razređivanjem vodom pre punjenja u boce).
Tokom Drugog svetskog rata, 1944. godine, japanski proizvođači sakea počeli su da dodaju alkohol u postupku proizvodnje kako bi dobili na jačini. Ovaj dodatak alkohola trebalo je da nadoknadi manjak sake-a do kojeg je dovelo smanjenje u količini proizvedenog pirinča tokom rata. U to vreme, nakon oko 2000 godina tradicije korišćenja 100% čistog pirinča, proizvodnja sakea je podeljena u dva različita tipa: sa dodatkom i bez dodatka alkohola. Ova podela važi i danas.

## Vrste sakea
Među vrstama kojima se dodaje alkohol, postoje četiri grupe, od kojih je prva i najveća Jeftini Sake kome se dodaju velike količine alkohola kako bi se dobilo na zapremini. Druge tri grupe kojima se dodaje alkohol su premium Sake (Honjozo, Ginjo-Sake i Dai-Ginjo-Sake), kojima se dodaju samo male količine alkohola. Razlika između ovih grupa je u tome koliko je pirinča samleveno pre početka proizvodnje.
U drugoj grupi u koju ulazi Sake koji se proizvodi samo od pirinča, ima tri podgrupe:
- Junmai-Sake
- Junmai-Ginjo
- Junmai-Dai-Ginjo

Razlika između ove tri podgrupe leži opet u količini pirinča koji se koristi pri proizvodnji. Stoga, može se povući paralela između gore-pomenutih Honjozo, Ginjo-Sake i Dai-Ginjo-Sake. Sake, kako je opštepoznat, može se ponekad naći pod nazivima Nihonshu, ili čak Seishu (zakonski).
Seishu može biti proizveden na jedan od sledećih načina:
- Fermentisan iz pirinča, pirinčanog koji-ja i vode, i potom propasiran kroz sito (kako bi se uklonile čvrste tvari i dobilo bistro piće).
- Fermentisan iz pirinča, vode, Sake-Kasu (sediment koji ostaje nakon pasiranja sake-a; može da sadrži elemente koji se još mogu fermentisati), pirinčanog koji-ja, i svega ostalog što je zakonom dozvoljeno, a smesa se potom propasira kroz sito. Ovaj Sake nije toliko čist kao prethodni.
- Sake kojem je dodat Kasu, nakon čega se propasira kroz sito.

Ponekad se na etiketama mogu naći natpisi kao što su: „Super Ginjo“ ili „Specially Brewed“. Ovo su termini koji služe isključivo u marketinške svrhe te ih uopšte ne priznaju zakonski sistemi koji se koriste pri definisanju i rangiranju sake-a.
Sve do aprila 1992. godine, postojao je još jedan sistem kategorizacije i tada se sake se obeležavao sa ;  klasa, I klasa i klasa specijal. Po pravilu, svaki sake je u početku II klasa. Međutim, ukoliko proizvođači žele da njihov sake bude priznat kao superioran, moraju da predaju uzorak Državnoj Poreskoj Službi na proveru. Državna Poreska Služba zapošljava profesionalce koji se bave posebno degustacijom sakea. Zašto Poreska Služba? Veća prodaja sakea povećava količinu novca koja ide državi u vidu poreza. Ako je sveopšti nivo sakea dobar, to znači da će država dobiti više para od poreza. U suštini, ima smisla.
Ako je sake koji su predali na proveru zadovoljio standarde za I klasu, ili čak za klasu specijal, proizvođač na etiketu može da stavi taj natpis. Sasvim prirodno, takav sake je na tržištu postizao veće cene pošto je kvalitet garantovala država. Takođe, porez na takav sake je bio veći.
Takođe treba napomenuti da se takva provera zasniva samo na čulu ukusa; samo na osnovu ukusa i mirisa se određivao kvalitet. Vrsta rižinog zrna i nivo obrade zrna tada nisu igrali nikakvu ulogu. Danas oni igraju veoma važnu ulogu pri određivanju kvaliteta sakea.

## Produkcija

### Pirinač
Pirinač koji se koristi za pravljenje sakea naziva se sakamai sakamaj  酒米 (さかまい), ili zvanično shuzō kōtekimai  酒造好適米 (しゅぞうこうてきまい) (pirinač pogodan za sake). U Japanu postoje najmanje 123 vrste sake pirinča. Među njima su popularni Jamada Nišiki, Gohjakumangoku (五百万石), Mijama Nišiki (美山錦) i Omači (雄町). Zrno je krupnije, jače (ako je zrno sitno ili slabo, slomiće se u procesu poliranja) i sadrži manje proteina i lipida od običnog stonog pirinča. Zbog cene, običan stoni pirinač, koji je jeftiniji od pirinča za sake, ponekad se koristi za pravljenje sakea. S druge strane, sake pirinač je poboljšan i optimizovan za pripremu sakea, te ga malo ljudi jede.
Vrhunski sake se uglavnom pravi od sake pirinča. Međutim, nepremijumski sake se uglavnom pravi od stonog pirinča. Prema Japanskom udruženju proizvođača sakea i šočua, vrhunski sake čini 25% ukupne proizvodnje sakea, a nepremijumski sake (fucušu ) čini 75% proizvodnje sakea. U 2008. godini u proizvodnji sakea utrošeno je ukupno 180.000 tona poliranog pirinča, od čega na sake pirinač otpada 44.000 tona (24%), a na stoni pirinač 136.000 tona (76%).
Odnos poliranja pirinča, nazvan Seimaj-buaj  精米歩合 (せいまいぶあい) (pogledajte Rečnik pojmova sakea) meri stepen poliranja pirinča. Na primer, odnos poliranja pirinča od 70% znači da je 70% originalnog zrna pirinča ostalo, a 30% je ispolirano. Prema podacima iz 2023. godine, najviše polirani sake ima stepen poliranja od 0,85% ili manje, sa najmanje 99,15% zrna pirinča koji su ispolirana. Ovaj sake je Reikjo Kristal 0 (零響 Crystal 0), koji je proizvela Niizawa Brewery Co. (新澤醸造店), po ceni od 1.375.000 jena za 720 ml.

### Voda
Voda je uključena u skoro svaki veći proces pravljenja sakea, od pranja pirinča do razblaživanja finalnog proizvoda pre flaširanja. Mineralni sadržaj vode može biti važan u konačnom proizvodu. Gvožđe će se povezati sa aminokiselinom koju proizvodi kōji  da bi proizvelo ukuse i žućkastu boju. Mangan, kada je izložen ultraljubičastom svetlu, takođe će doprineti promeni boje. Nasuprot tome, kalijum, magnezijum i fosforna kiselina služe kao hranljive materije za kvasac tokom fermentacije i smatraju se poželjnim. Kvasac će iskoristiti te hranljive materije za brži rad i razmnožavanje, što će rezultirati pretvaranjem više šećera u alkohol. Dok meka voda obično daje slađi sake, tvrda voda sa većim sadržajem hranljivih materija poznata je po tome što proizvodi sake u suvljem stilu.

### Koji-kin

#### Aspergillus oryzae(žutikoji)
Spore Aspergillus oryzae su još jedna važna komponenta sakea. A. oryzae je gljiva koja luči enzim. U Japanu, A. oryzae se koristi za pravljenje različite fermentisane hrane, uključujući miso (pasta napravljena od soje) i šoju  (sojin sos). Takođe se koristi za pravljenje alkoholnih pića, posebno sakea. Tokom varenja sakea, spore A. oryzae se raspršuju po parenom pirinču da bi se proizvelo kōji  (pirinač u kojem se uzgajaju spore A. oryzae). U toplim i vlažnim uslovima, spore A. oryzae klijaju i oslobađaju amilazu (enzime koji pretvaraju pirinčane skrobove u maltozu i glukozu). Ova konverzija skroba u jednostavne šećere (npr. glukozu ili maltozu) naziva se saharifikacija. Kvasac zatim fermentiše glukozu i drugi šećer u alkohol. Saharifikacija se takođe odvija u proizvodnji piva, gde se gnječenje koristi za pretvaranje skroba iz ječma u maltozu. Međutim, dok se fermentacija dešava nakon saharifikacije u varenju piva, saharifikacija (posredstvom A. oryzae) i fermentacija (pomoću kvasca) se dešavaju istovremeno u varenju sakea (pogledajte „Fermentacija“ u nastavku).
Pošto je A. oryzae mikroorganizam koji se koristi za proizvodnju hrane, mora se uzeti u obzir njegov bezbednosni profil koji se tiče ljudi i životne sredine u proizvodnji sakea i drugim procesima proizvodnje hrane. Različite zdravstvene vlasti, uključujući Zdravlje Kanada i SAD Uprava za hranu i lekove (FDA), smatraju A. oryzae generalno bezbednim za upotrebu u fermentaciji hrane, uključujući i pravljenje sakea. Prilikom procene njegove bezbednosti, važno je napomenuti da A. oryzae nema sposobnost da proizvodi toksine, za razliku od blisko srodnog Aspergillus flavus. Do danas je zabeleženo nekoliko slučajeva da su životinje (npr. papagaji, konj) postali zaraženi sa A. oryzae. U ovim slučajevima životinje zaražene A. oryzae su već bile oslabljene zbog predisponirajućih stanja kao što su nedavne povrede, bolest ili stres, te su bile podložne infekcijama uopšte. Osim ovih slučajeva, u naučnoj literaturi nema dokaza koji ukazuju na to da je A. oryzae štetan patogen za biljke ili životinje. Stoga, Zdravlje Kanada smatra da je A. oryzae „malo verovatno da predstavlja ozbiljnu opasnost za stoku ili druge organizme“, uključujući „zdrave ili oslabljene ljude“. S obzirom na njegovu bezbednosnu evidenciju u naučnoj literaturi i obimnu istoriju bezbedne upotrebe (u rasponu od nekoliko stotina godina) u japanskoj prehrambenoj industriji, FDA i Svetska zdravstvena organizacija (SZO) takođe podržavaju bezbednost A. oryzae za upotrebu u proizvodnji hrane kao što je sake. U SAD, FDA klasifikuje A.oryzae kao opštepriznat bezbedan organizam (GRAS).

## Literatura
- Bamforth CW. (2005) "Sake". Food, Fermentation and Micro-organisms. Blackwell Science: Oxford, UK: 143–153.
- Kobayashi, T.; Abe, K.; Asai, K.; Gomi, K.; Juvvadi, P. R.; Kato, M.; Kitamoto, K.; Takeuchi, M.; Machida, M. (2007). „Genomics of Aspergillus oryzae”. Biosci Biotechnol. Biochem. 71 (3): 646—670. PMID 17341818. doi:10.1271/bbb.60550..
- Suzuki K, Asano S, Iijima K, Kitamoto K. (2008). „Sake and Beer Spoilage Lactic Acid Bacteria – A review”. The Inst of Brew & Distilling. 114 (3): 209—223..
- Uno, Tomohide; Itoh, Atsushi; Miyamoto, Tetsuya; Kubo, Masaharu; Kanamaru, Kengo; Yamagata, Hiroshi; Yasufuku, Yukio; Imaishi, Hiromasa (2009). „Ferulic Acid Production in the Brewing of Rice Wine (Sake)”. J Inst Brew. 115 (2): 116—121. doi:10.1002/j.2050-0416.2009.tb00355.x..

- Aoki, Rocky, Nobu Mitsuhisa and Pierre A. Lehu (2003). Saké: Water from Heaven. New York: Universe Publishing. ISBN 978-0-7893-0847-4.
- Bunting, Chris (2011). Drinking Japan. Singapore: Tuttle Publishing. ISBN 978-4-8053-1054-0.
- Eckhardt, Fred (1993). Sake (USA): The Complete Guide to American Sake, Sake Breweries and Homebrewed Sake. Portland, Oregon: Fred Eckhardt Communications. ISBN 978-0-9606302-8-8.
- Gauntner, John (2002). Sake Handbook, the. Tuttle. ISBN 978-0-8048-3425-4.
- Harper, Philip, Haruo Matsuzaki, Mizuho Kuwata, and Chris Pearce. (2006). The Book of Sake: A Connoisseur's Guide. Tokyo: Kodansha International. ISBN 978-4-7700-2998-0.
- Kaempfer, Engelbert (1906). The History of Japan: Together with a Description of the Kingdom of Siam, 1690-92. London: J. MacLehose and sons. OCLC 5174460.
- Morewood, Samuel (1824). An essay on the inventions and customs of both ancients and moderns in the use of inebriating liquors. London: Longman. ISBN 978-0-598-47842-9. OCLC 213677222.. Hurst, Rees, Orme, Brown, and Green..
- Titsingh, Issac (1781). "Bereiding van de Sacki" ("Producing Sake"), Verhandelingen van het Bataviaasch Genootschap (Transactions of the Batavian Academy), Vol. III. OCLC 9752305.

## Spoljašnje veze
- Informacije o sakeu na sajtu
- - Vrste sakea
- Informacije o kućnoj pripremi sa uputstvima i slikama
- Video zapisi na temu pravljena sakea